# 伊凡·康斯坦丁诺维奇·奥博连斯基
伊凡·康斯坦丁诺维奇·奥博连斯基（俄语：Иван Константинович，?—?）是奥博伦公国的一位大公。他是米哈伊尔·弗谢沃洛多维奇的後裔，康斯坦丁·尤里耶维奇第二個兒子。